# O Lugar do Morto
Pour plus de détails, voir Fiche technique et Distribution.
O Lugar do Morto est un film policier portugais réalisé par António-Pedro Vasconcelos et sorti en 1984.

## Synopsis
Le journaliste Álvaro Serpa est témoin d'une scène étrange qui a conduit au suicide d'un ingénieur et il fait la connaissance de la mystérieuse Ana Mónica. Il ne la mentionne pas dans son témoignage et fait ensuite ses propres recherches sur l'affaire. Il entame par la suite une liaison avec la séduisante Ana, ce qui bouleverse sa vie amoureuse déjà compliquée et le met dans une situation de plus en plus difficile.
Álvaro se retrouve lui-même dans le collimateur de l'enquête policière et se heurte à des contradictions de plus en plus grandes au fil de ses recherches et de ses discussions avec les personnes impliquées. Ana, qui reste distante malgré sa liaison, se révèle de plus en plus opaque et sa situation ne cesse de s'aggraver.

## Fiche technique
- Titre original : O Lugar do Morto[1] (litt. « La place du mort »)
- Réalisation : António-Pedro Vasconcelos
- Scénario : António-Pedro Vasconcelos, Carlos Saboga
- Photographie : João Rocha (pt)
- Montage : Manuela Viegas
- Musique : Alain Jomy
- Décors : Manuel Graça Dias
- Effets spéciaux : Carlos Cristo, António Rocha
- Production : José Luís Vasconcelos
- Sociétés de production : Instituto Português de Cinema, Fundação Calouste Gulbenkian
- Format : couleurs - 1,66:1 - Son mono - 35 mm
- Pays de production :  Portugal
- Langue de tournage : portugais
- Genre : drame policier
- Durée : 120 minutes
- Dates de sortie : 
  - Portugal : 25 octobre 1984

## Distribution
- Ana Zanatti (pt) : Ana Mónica[2].
- Pedro Oliveira : Álvaro Serpa.
- Teresa Madruga : Marta.
- Luís Lima Barreto : Álvaro Allen.
- Carlos Coelho : inspecteur Moreira.
- Isabel-Victoria da Motta : Telefonista Dulce.
- Ruy Furtado : Neves, o Chefe da Redação.
- Diogo Vasconcelos : João, o filho mais novo de Álvaro Serpa.
- Manuela de Freitas : Mafalda.
- Luís Filipe Barros : dans une version romancée de lui-même.
- André Gomes : Sampaio, le critique d'opéra.
- Cecília Guimarães : Leonor Allen.
- Lídia Franco : Luísa.
- Natalina José : Porteira.
- Pedro Oom : Pedro.